# Tytroca impar
Tytroca impar là một loài bướm đêm trong họ Erebidae.